# Coefficient binomial central

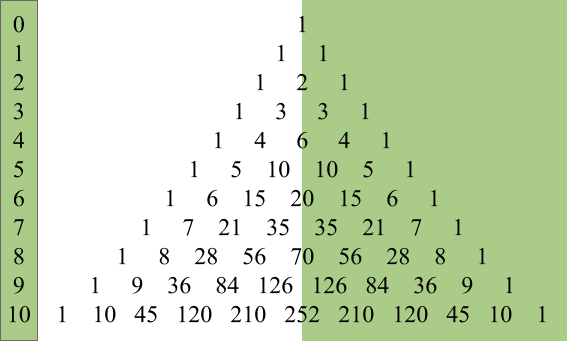
Les coefficients binomiaux centraux comme colonne médiane du triangle de Pascal

En mathématiques le coefficient binomial central d'ordre n est le coefficient binomial défini par :
{\displaystyle \operatorname {CBC} (n)={\dbinom {2n}{n}}={\frac {(2n)!}{(n!)^{2}}}=\prod \limits _{k=1}^{n}{\frac {n+k}{k}}{\text{ pour tout }}n\geqslant 0.}
Il est ainsi nommé pour la position centrale qu'il occupe dans la liste des {\displaystyle {\dbinom {2n}{k}}} pour {\displaystyle 0\leqslant k\leqslant 2n} (ligne d'indice {\displaystyle 2n} du triangle de Pascal) ; l'identité de Vandermonde : {\displaystyle {\binom {2n}{n}}=\sum _{k=0}^{n}{\binom {n}{k}}^{2}}montre qu'il s'obtient par la somme des carrés des termes de la ligne d'indice {\displaystyle n} de ce triangle.
Pour les premières valeurs de n, celles du coefficient binomial central associé sont : 1, 2, 6, 20, 70, 252. La liste de toutes les valeurs constitue la suite A000984 de l'OEIS.

## Propriétés liées à la divisibilité

### Autour de la parité
Sauf pour le premier d'entre eux, {\displaystyle {\binom {0}{0}}=1}, tout coefficient binomial central est un entier pair.
Plusieurs preuves élémentaires existent. La plus simple, utilisant la « formule du pion » ({\displaystyle {\dbinom {m}{n}}={\frac {m}{n}}{\dbinom {m-1}{n-1}}}), montre que ce coefficient est le double d'un entier « voisin » dans le triangle de Pascal :

### Un diviseur élémentaire
Le coefficient binomial central d'ordre n est divisible par n + 1, ce qui revient à dire que le nombre de Catalan {\displaystyle C_{n}={\frac {1}{n+1}}{\dbinom {2n}{n}}} est un entier.
Pour le prouver, le plus simple est — de même que pour les coefficients binomiaux — d'utiliser l'une des nombreuses interprétations combinatoires de Cn.
Il existe aussi des preuves algébriques. On peut par exemple remarquer,, que {\displaystyle C_{n}={\dbinom {2n}{n}}-{\dbinom {2n}{n-1}}}.

### Cas oùnest premier
Si  p est un nombre premier, l'égalité {\displaystyle {\binom {2p}{p}}=2+\sum _{k=1}^{p-1}{\binom {p}{k}}^{2}}, montre que {\displaystyle {\dbinom {2p}{p}}\equiv 2{\pmod {p^{2}}}.}
Moins élémentairement, avec le théorème de Wolstenholme, il résulte de {\displaystyle {\dbinom {2p}{p}}=2{\dbinom {2p-1}{p-1}}} que si p est supérieur ou égal à 5, on a même{\displaystyle {\dbinom {2p}{p}}\equiv 2{\pmod {p^{3}}}.}
On conjecture que {\displaystyle {{2n} \choose {n}}\equiv 2{\pmod {n^{3}}}} constitue une condition nécessaire et suffisante pour que {\displaystyle n\geqslant 5} soit premier, car cette propriété est vraie jusqu'à {\displaystyle n=10^{9}}, mais cette conjecture n'est pas prouvée .

### Plus grand exposant d'un facteur premier
Dans la décomposition en produit de facteurs premiers du coefficient binomial central d'ordre n, on note e la puissance du nombre premier p, c'est-à-dire que e est le plus grand exposant tel que pe divise {\displaystyle {\dbinom {2n}{n}}}. Si {\displaystyle \lfloor x\rfloor } désigne la partie entière du réel {\displaystyle x}, alors, en posant {\displaystyle k=\lfloor \log _{p}2n\rfloor }, on établit, en application de la formule de Legendre :
Par exemple, si {\displaystyle n=14} et {\displaystyle p=5}, alors {\displaystyle k=2} et {\displaystyle e=2}, de sorte que 52 divise le nombre {\displaystyle {\dbinom {28}{14}}=40~116~600} mais 53 ne le divise pas.
En vertu de la relation {\displaystyle 0\leqslant \left\lfloor 2x\right\rfloor -2\left\lfloor x\right\rfloor \leqslant 1}, chaque terme de la somme ci-dessus est {\displaystyle \leqslant 1}, d'où {\displaystyle e\leqslant \lfloor \log _{p}2n\rfloor }.
D'après le théorème de Kummer, on a aussi : {\displaystyle e={\dfrac {2s_{p}(n)-s_{p}(2n)}{p-1}}} où {\displaystyle s_{p}(n)} est la somme des chiffres de n en base p, ce qui est aussi égal au nombre de retenues lorsqu'on effectue l'addition {\displaystyle n+n} en base p. Par exemple, si tous les chiffres de n en base p sont strictement inférieurs à {\displaystyle p/2}, {\displaystyle {\dbinom {2n}{n}}} n'est pas multiple de p.
Dans le cas où {\displaystyle p=2}, le nombre e est donc le nombre de 1 dans l’écriture binaire de n . Pour tout n > 0, e vaut donc au moins 1 et l'on retrouve ainsi (voir supra) que {\displaystyle {\binom {2n}{n}}} est pair, et on obtient qu'il est même multiple de 4 si n n'est pas une puissance de 2.

### Particularité de la fin de la décomposition en produit de facteurs premiers
La décomposition en produit de facteurs premiers de {\displaystyle {\binom {2n}{n}}} possède la particularité de se terminer par la liste des nombres premiers de {\displaystyle \left]n,2n\right]} (liste non vide d'après le postulat de Bertrand), comme le montre l'exemple {\displaystyle {\binom {20}{10}}=2^{2}\times 11\times 13\times 17\times 19}.
On montre en effet  à partir de la formule de Legendre ci-dessus qu'un nombre premier p apparait dans la décomposition de {\displaystyle {\binom {2n}{n}}} en produit de facteurs premiers avec l'exposant {\displaystyle e=1} pour  p dans {\displaystyle \left]n,2n\right]}, et avec l'exposant {\displaystyle e=0} pour {\displaystyle p>2n}.
Le produit des nombres premiers de {\displaystyle \left]n,2n\right]} : {\displaystyle P_{n}={\frac {(2n)\#}{n\#}}} où {\displaystyle n\#} désigne la primorielle de n est en particulier un diviseur de {\displaystyle {\binom {2n}{n}}} et les diviseurs premiers de {\displaystyle {\binom {2n}{n}}/P_{n}} sont tous inférieurs ou égaux à n.
Sur le site de l'OEIS, {\displaystyle (P_{n})} est répertoriée comme suite A261130 de l'OEIS, et {\displaystyle \left({\binom {2n}{n}}/P_{n}\right)} comme suite A263931 de l'OEIS.
En 1850, Tchebychev utilise cette propriété pour obtenir une évaluation de la distribution des nombres premiers.

### Une conjecture due à Erdős
Les exemples vus précédemment montrent que si les nombres premiers supérieurs à n de la décomposition de {\displaystyle {\binom {2n}{n}}} ont un exposant égal à 1, au moins l'un de ceux qui précèdent possède un exposant > 1. Si n n'est pas une puissance de 2, on a vu que {\displaystyle {\binom {2n}{n}}} est multiple de {\displaystyle 2^{2}}, mais le phénomène est général .
En 1975, Paul Erdős conjecture que, pour {\displaystyle n\geqslant 5}, le coefficient binomial central {\displaystyle {\dbinom {2n}{n}}} est toujours divisible par le carré d'un nombre premier, c'est-à-dire qu'il n'est pas quadratfrei. Le résultat est établi pour n grand par András Sárközy dix ans plus tard. Il est totalement démontré par G. Velammal en 1995 et indépendamment par Andrew Granville et Olivier Ramaré en 1996.
La suite des plus grands exposants dans la décomposition en produit de facteurs premiers de {\displaystyle {\dbinom {2n}{n}}} est répertoriée comme suite A263922 de l'OEIS.

### Lien avec la fonction de compte des nombres premiers
Le coefficient binomial central vérifie la majoration {\displaystyle {\dbinom {2n}{n}}\leqslant (2n)^{\pi (2n)}} où {\displaystyle \pi (x)} est le nombre de nombres premiers inférieurs ou égaux au réel x ,.

En effet, comme vu ci-dessus, la valuation {\displaystyle e_{p}} de l'entier p dans {\displaystyle {\binom {2n}{n}}} vérifie {\displaystyle e_{p}\leqslant \lfloor \log _{p}2n\rfloor }. Puisque {\displaystyle p^{\lfloor \log _{p}2n\rfloor }\leqslant 2n}
Tchebychev utilise cette propriété pour établir la minoration de gauche dans les inégalités suivantes 
{\displaystyle \forall x\geqslant 2,{\frac {\ln {2}}{4}}{\frac {x}{\ln {x}}}\leqslant \pi (x)\leqslant 9\ln {2}{\frac {x}{\ln {x}}}}

En effet, de manière élémentaire : {\displaystyle 2^{n}\leqslant {\dbinom {2n}{n}}} donc {\displaystyle \pi (2n)\geqslant {\frac {n\ln {2}}{\ln {(2n)}}}}. Si à {\displaystyle x\geqslant 2} on associe l'entier n tel que {\displaystyle n\leqslant {\frac {x}{2}}<n+1} :

## Séries avec coefficient binomial central

### Série génératrice
Notons {\displaystyle A_{n}={\dbinom {2n}{n}}} et {\displaystyle G(x)=\sum _{n=0}^{\infty }A_{n}x^{n}} la série génératrice associée. À l'aide de la relation de récurrence :
on montre que {\displaystyle G} est solution de l'équation différentielle linéaire : {\displaystyle (1-4x)G^{\prime }(x)=2G(x)} ce qui permet d'obtenir l'expression, (valable pour {\displaystyle |x|<1/4}) :

### Série génératrice de l'inverse
Elle se déduit facilement de la relation : {\displaystyle \sum _{n=0}^{\infty }{\frac {(2x)^{2n}}{\binom {2n}{n}}}={\frac {1}{1-x^{2}}}+{\frac {x\arcsin x}{(1-x^{2})^{3/2}}}}.
On en déduit la somme des inverses des coefficients binomiaux centraux : {\displaystyle \sum _{n=0}^{\infty }{\frac {1}{\binom {2n}{n}}}={\frac {4}{3}}+{\frac {2\pi {\sqrt {3}}}{27}}}, voir la suite A091682 de l'OEIS.
Cette relation s'obtient par dérivation de la série génératrice des intégrales de Wallis d'ordre impair : {\displaystyle \sum _{n=0}^{\infty }{\frac {4^{n}}{\binom {2n}{n}}}{\frac {x^{2n+1}}{2n+1}}={\frac {\arcsin x}{\sqrt {1-x^{2}}}}}.
Pour {\displaystyle x={\frac {1}{\sqrt {2}}}} dans cette dernière, on obtient la série connue d'Euler : {\displaystyle \sum _{n=0}^{\infty }{\frac {2^{n}}{2n+1}}{\frac {1}{\binom {2n}{n}}}=\sum _{n=0}^{\infty }{\frac {n!}{1\times 3\times \cdots \times {(2n+1)}}}={\frac {\pi }{2}}}.

### Autres séries remarquables
Le coefficient binomial central apparaît de manière inattendue dans des égalités remarquables, ce qui explique l'intérêt qui lui est porté.
En 1985, Derrick Lehmer calcule, en fonction de deux suites de polynômes définies par récurrence sur l'entier {\displaystyle k\geqslant -2}, les séries de la forme
Par exemple (voir supra), : {\displaystyle S_{-1}(x)={\frac {2x\arcsin x}{\sqrt {1-x^{2}}}}} donc en divisant par {\displaystyle 2x} et en intégrant, : {\displaystyle S_{-2}(x)=2(\arcsin x)^{2}}.
En 1730, dans son étude du problème de Bâle, Stirling avait utilisé l'accélération de convergence {\displaystyle \sum _{n=1}^{+\infty }{\frac {1}{n^{2}}}=3\,S_{-2}(1/2)=3\sum _{n=1}^{+\infty }{\frac {1}{n^{2}{\binom {2n}{n}}}}} pour déterminer des valeurs approchées de la première somme (il ne disposait pas de l'égalité ci-dessus, dont on déduit que {\displaystyle S_{-2}(1/2)=\pi ^{2}/18}).
L'intérêt pour les sommes avec coefficient binomial central s'est accru après que Roger Apéry a utilisé l'égalité {\displaystyle \zeta (3)=-{\frac {5}{2}}S_{-3}(\mathrm {i} /2)} où {\displaystyle \zeta } désigne la fonction zêta de Riemann. Dans un théorème qui porte son nom, il en déduit que {\displaystyle \zeta (3)} est irrationnel.
Lehmer montre que {\displaystyle S_{k}(1/{\sqrt {2}})=\sum _{n=1}^{+\infty }{\frac {n^{k}2^{n}}{\dbinom {2n}{n}}}=u_{k}\pi +v_{k}} où {\displaystyle 2u_{k}} et {\displaystyle v_{k}} sont des entiers, et remarque que {\displaystyle v_{k}/u_{k}} est « une bonne approximation de {\displaystyle \pi } » . La suite {\displaystyle (2u_{k-1})} est la suite A014307 de l'OEIS et  {\displaystyle (v_{k})} la suite A180875 de l'OEIS ; le fait que {\displaystyle \lim v_{k}/u_{k}=\pi } a été démontré en 2011 ,.
Lehmer s'intéresse plus généralement aux séries du type {\displaystyle \sum _{n=0}^{+\infty }a_{n}{\binom {2n}{n}}{\text{ ou }}\sum _{n=0}^{+\infty }{\frac {a_{n}}{\dbinom {2n}{n}}}}, où les {\displaystyle a_{n}} sont « des fonctions très simples de {\displaystyle n} ». Par exemple, en divisant par {\displaystyle x} l'égalité {\displaystyle \sum _{n=1}^{+\infty }{\binom {2n}{n}}x^{n}={\frac {1}{\sqrt {1-4x}}}-1} (voir supra) et en intégrant, il obtient, : 
En remplaçant {\displaystyle x} par {\displaystyle {\sqrt {x}}} dans la double expression ci-dessus de {\displaystyle S_{-1}(x)} et en dérivant, on obtient : 
qui donne, pour {\displaystyle x=1/4} :

## Autres expressions du coefficient binomial central

### Représentations intégrales
On trouve dans la littérature plusieurs expressions du coefficient binomial central à l'aide d'intégrales,. Ainsi par exemple 
La première expression est liée à l'intégrale de Wallis d'ordre pair : {\displaystyle W_{2n}=\int _{0}^{\frac {\pi }{2}}\sin ^{2n}x{\text{ d}}x={\frac {\pi }{2}}{\frac {\binom {2n}{n}}{4^{n}}}}.

### Expressions binomiales
Le coefficient binomial central s'obtient comme résultat des sommes suivantes :
- {\displaystyle \sum _{k=0}^{n}{\binom {n}{k}}^{2}={\binom {2n}{n}}}
- {\displaystyle \sum _{k=0}^{2n}(-1)^{n-k}{\binom {2n}{k}}^{2}={\binom {2n}{n}}}
- {\displaystyle \sum _{k=0}^{n}(-1)^{n-k}{\binom {2n+1}{k}}={\binom {2n}{n}}}

La première relation — cas particulier de l'identité de Vandermonde — s'obtient par exemple en exprimant le coefficient de degré n de deux façons dans {\displaystyle (1+X)^{2n}=(1+X)^{n}(1+X)^{n}}.
La deuxième relation s'obtient en exprimant le coefficient de degré 2n de deux façons dans l'identité {\displaystyle (1-X^{2})^{2n}=(1-X)^{2n}(1+X)^{2n}}.
La troisième est le cas particulier {\displaystyle m=2n+1} de l'égalité {\displaystyle \sum _{k=0}^{n}(-1)^{k}{\binom {m}{k}}=(-1)^{n}{\binom {m-1}{n}}}, que l'on peut démontrer par récurrence sur {\displaystyle n} (à l'aide de la formule de Pascal), mais aussi combinatoirement.

## Expressions approchées et comportement asymptotique

### Comportement asymptotique
Connaissant un équivalent de la suite des intégrales de Wallis et leur lien avec les coefficients binomiaux centraux (voir supra), on obtient : {\displaystyle {\dbinom {2n}{n}}\sim {\frac {4^{n}}{\sqrt {\pi n}}}}.
Cet équivalent permet d'établir la formule de Stirling à partir de celle d'Abraham de Moivre.
Inversement, on peut utiliser la formule de Stirling pour produire un équivalent du coefficient binomial central.
A partir du développement asymptotique de {\displaystyle n}!, on obtient {\displaystyle {\binom {2n}{n}}={\frac {4^{n}}{\sqrt {\pi n}}}\left(1-{\frac {1}{8n}}+o\left({\frac {1}{n}}\right)\right)}.

### Encadrement
L'encadrement issu du développement ci-dessus :  {\displaystyle {\frac {4^{n}}{\sqrt {\pi n}}}\left(1-{\frac {1}{8n}}\right)\leqslant {\binom {2n}{n}}\leqslant {\frac {4^{n}}{\sqrt {\pi n}}}} est valable pour tout {\displaystyle n\geqslant 1}.
On peut même améliorer la majoration en {\displaystyle {\binom {2n}{n}}\leqslant {\frac {4^{n}}{\sqrt {\pi (n+1/4)}}}} pour tout {\displaystyle n\geqslant 1}.

## Produit de deux coefficients binomiaux centraux
Le produit {\displaystyle {\binom {2n}{n}}{\binom {2m}{m}}} est divisible par {\displaystyle {\binom {n+m}{n}}}. Leur quotient {\displaystyle T_{n,m}={\frac {(2n)!(2m)!}{n!m!(n+m)!}}} est représenté par la suite A068555 de l'OEIS.
Cette propriété peut se démontrer par récurrence grâce à la relation {\displaystyle T_{n+1,m}=4T_{n,m}-T_{n,m+1}} ou à l'aide de la formule de Legendre.

## Définition alternative
Dans son encyclopédie CRC Concise Encyclopedia of Mathematics (en), Eric W. Weisstein définit le coefficient binomial central d'ordre n comme étant le coefficient binomial {\displaystyle {\dbinom {n}{\lfloor n/2\rfloor }}}. Il s'agit alors de la  suite A001405 de l'OEIS.
Les termes de rang n pair selon cette définition correspondent aux coefficients définis au début de cet article.